# 로스앤젤레스 FC
로스앤젤레스 FC(영어: Los Angeles Football Club)는 캘리포니아주 로스앤젤레스를 연고지로 하는 미국의 프로 축구단이다. 서부 콘퍼런스 소속으로 메이저 리그 사커에 참가 중이며, 2014년 10월 30일에 창단되어 2018 시즌을 시작으로 리그 신설팀으로 합류하였다. 엑스포지션 공원에 위치한 축구 경기장 BMO 스타디움을 홈구장으로 사용하고 있다.

## 역사
기존 로스앤젤레스를 연고지로 하고 있던 치바스 USA가 2014년 정규 시즌을 끝으로 해체되어 메이저 리그 사커에서 프랜차이즈를 회수를 한 이후, 로스앤젤레스 다저스 구단주 매직 존슨, 유튜브 창업자 채드 헐리, 전 MLB 선수 노마 가르시아파라, 전 미국 여자 축구 국가대표팀 선수 미아 햄 등으로 구성된 대자본 투자자들에게 프랜차이즈를 판매하였고, 이를 바탕으로 2014년에 새롭게 창단하였다.

## 우승 기록
| 국제                       | 국제 | 국제             |
| 대회                       | 횟수 | 시즌             |
| -------------------------- | ---- | ---------------- |
| CONCACAF 챔피언스리그      | 0    |                  |
| 국내                       |      |                  |
| 대회                       | 횟수 | 시즌             |
| MLS컵                      | 1    | 2022             |
| MLS 서포터스 실드          | 2    | 2019, 2022       |
| US 오픈컵                  | 1    | 2024             |
| 서부 콘퍼런스 (플레이오프) | 2    | 2022, 2023       |
| 서부 콘퍼런스 (정규시즌)   | 3    | 2019, 2022, 2024 |

## 선수단
2025년 6월 15일  기준

### 현재 선수 명단
참고: FIFA 자격 규정에 따라 소속된 국가대표팀 국기를 표시합니다. 선수는 복수의 FIFA 비회원국 국적을 가지고 있을 수 있습니다.
| 번호 | 포지션 | 국적       | 이름            |
| ---- | ------ | ---------- | --------------- |
| 1    | GK     |            | 위고 요리스     |
| 4    | DF     | 콜롬비아   | 에디 세구라     |
| 5    | DF     |            | 마를롱 산투스   |
| 7    | FW     |            | 손흥민          |
| 25   | DF     |            | 막심 샤노       |
| 26   | FW     |            | 자바이로 딜로선 |
| 27   | FW     | 엘살바도르 | 나단 오르다스   |

| 번호 | 포지션 | 국적 | 이름             |
| ---- | ------ | ---- | ---------------- |
| 80   | MF     |      | 오딘 티아고 홀름 |
| 99   | FW     | 가봉 | 데니스 부안가    |

### 임대 선수 명단
| 번호 | 포지션 | 이름              | 국적     | 임대구단   |
| ---- | ------ | ----------------- | -------- | ---------- |
| 5    | DF     | 마마두 음바케     | 세네갈   | 비야레알 B |
| 8    | MF     | 프란시스코 기네야 | 우루과이 | 나시오날   |

## 역대 감독
| 감독            | 임기        |
| --------------- | ----------- |
| 밥 브래들리     | 2018 ~ 2021 |
| 스티븐 체룬돌로 | 2022 ~      |

## 홈경기장
| 경기장       | 사용기간    | 장소                      | 팅명            | 비고                                          |
| ------------ | ----------- | ------------------------- | --------------- | --------------------------------------------- |
| BMO 스타디움 | 2018년~현재 | 캘리포니아주 로스앤젤레스 | 로스앤젤레스 FC | 뱅크 오브 캘리포니아 스타디움 (2018년~2023년) |